# سيموني فيردي
سيموني فيردي (بالإيطالية: Simone Verdi)، (بروني في إيطاليا، 12 يوليو 1992) لاعب كرة قدم إيطالي.
بدأ مسيرته الكروية في 2003 مع أكاديمية إيه سي ميلان بريميفيرا. وفي عام 2011 انضم إلى نادي تورينو يعدما اشترى نصف ملكيته من إيه سي ميلان. وهو يلعب معه لغاية الآن. شارك في 8 مباريات مع المنتخب الإيطالي لتحت 19 سنة.

## روابط خارجية
- سيموني فيردي على موقع الاتحاد الأوربي (الإنجليزية)
- سيموني فيردي على موقع قاعدة بيانات كرة القدم.إي يو (الإنجليزية)
- سيموني فيردي على موقع ليكيب (الفرنسية)
- سيموني فيردي على موقع ناشيونال فوتبول تيمز (الإنجليزية)
- سيموني فيردي على موقع Soccerbase.com (لاعب) (الإنجليزية)
- سيموني فيردي على موقع Soccerway.com (الإنجليزية)
- سيموني فيردي على موقع عالم كرة القدم.نت (الإنجليزية)
- سيموني فيردي على موقع AS.com (الإسبانية)